# Извор (Житорађа)
Извор је насеље у Србији у општини Житорађа у Топличком округу. Према попису из 2022. било је 343 становника (према попису из 1991. било је 415 становника). До 11. новембра 2005. године званичан назив насеља био је Смрдић.

## Демографија
У насељу Извор живи 293 пунолетна становника, а просечна старост становништва износи 42,5 година (41,0 код мушкараца и 44,1 код жена). У насељу има 86 домаћинства, а просечан број чланова по домаћинству је 3,99.
Ово насеље је великим делом насељено Србима (према попису из 2002. године).
|  |

| Демографија | Демографија | Демографија |
| Година      | Становника  | Становника  |
| ----------- | ----------- | ----------- |
| 1948.       | 365         |             |
| 1953.       | 402         |             |
| 1961.       | 413         |             |
| 1971.       | 420         |             |
| 1981.       | 400         |             |
| 1991.       | 415         | 389         |
| 2002.       | 381         | 404         |
| 2011.       | 340         |             |
| 2022.       | 343         |             |

| Етнички састав према попису из 2002.‍ | Етнички састав према попису из 2002.‍ | Етнички састав према попису из 2002.‍ | Етнички састав према попису из 2002.‍ | Етнички састав према попису из 2002.‍ |
| ------------------------------------ | ------------------------------------ | ------------------------------------ | ------------------------------------ | ------------------------------------ |
|                                      |                                      |                                      |                                      |                                      |
| Срби                                 | Срби                                 |                                      | 379                                  | 99,47%                               |
| непознато                            | непознато                            |                                      | 1                                    | 0,26%                                |

| Година пописа     | 1948. | 1953. | 1961. | 1971. | 1981. | 1991. | 2002. |
| ----------------- | ----- | ----- | ----- | ----- | ----- | ----- | ----- |
| Број домаћинстава | 50    | 58    | 67    | 86    | 83    | 93    | 94    |

| Број чланова      | 1  | 2  | 3  | 4  | 5  | 6  | 7 | 8 | 9 | 10 и више | Просек |
| ----------------- | -- | -- | -- | -- | -- | -- | - | - | - | --------- | ------ |
| Број домаћинстава | 10 | 18 | 14 | 16 | 12 | 11 | 7 | 4 | 0 | 2         | 4,05   |

| Пол    | Укупно | Неожењен/Неудата | Ожењен/Удата | Удовац/Удовица | Разведен/Разведена | Непознато |
| ------ | ------ | ---------------- | ------------ | -------------- | ------------------ | --------- |
| Мушки  | 167    | 37               | 106          | 22             | 2                  | 0         |
| Женски | 142    | 11               | 112          | 18             | 1                  | 0         |
| УКУПНО | 309    | 48               | 218          | 40             | 3                  | 0         |

| Пол    | Укупно                    | Пољопривреда, лов и шумарство | Рибарство                            | Вађење руде и камена | Прерађивачка индустрија       |
| ------ | ------------------------- | ----------------------------- | ------------------------------------ | -------------------- | ----------------------------- |
| Мушки  | 75                        | 21                            | 0                                    | 0                    | 9                             |
| Женски | 11                        | 8                             | 0                                    | 0                    | 1                             |
| УКУПНО | 86                        | 29                            | 0                                    | 0                    | 10                            |
| Пол    | Производња и снабдевање   | Грађевинарство                | Трговина                             | Хотели и ресторани   | Саобраћај, складиштење и везе |
| Мушки  | 0                         | 8                             | 5                                    | 0                    | 9                             |
| Женски | 0                         | 0                             | 1                                    | 0                    | 0                             |
| УКУПНО | 0                         | 8                             | 6                                    | 0                    | 9                             |
| Пол    | Финансијско посредовање   | Некретнине                    | Државна управа и одбрана             | Образовање           | Здравствени и социјални рад   |
| Мушки  | 3                         | 1                             | 4                                    | 2                    | 1                             |
| Женски | 0                         | 0                             | 0                                    | 0                    | 1                             |
| УКУПНО | 3                         | 1                             | 4                                    | 2                    | 2                             |
| Пол    | Остале услужне активности | Приватна домаћинства          | Екстериторијалне организације и тела | Непознато            | Непознато                     |
| Мушки  | 3                         | 0                             | 0                                    | 9                    | 9                             |
| Женски | 0                         | 0                             | 0                                    | 0                    | 0                             |
| УКУПНО | 3                         | 0                             | 0                                    | 9                    | 9                             |